# Vilar de Maçada
Vilar de Maçada ist eine Gemeinde (freguesia) in Portugal. Sie gehört zum Kreis Alijó, hat eine Fläche von 20,2 km² und hatte am 19. April 2021 816 Einwohner, was einer Bevölkerungsdichte von 816 Einwohnern pro km² entspricht.
Vilar de Maçada ist der Geburtsort des Politikers José Sócrates.